# Kehinde Wiley
Kehinde Wiley (28 de febrero de 1977) es un retratista afroamericano con sede en la ciudad de Nueva York, conocido por sus pinturas altamente naturalistas de personas negras, que con frecuencia hacen referencia al trabajo de los Antiguos Maestros. Recibió el encargo en 2017 de pintar un retrato del expresidente Barack Obama para la Galería Nacional de Retratos del Smithsonian, que tiene retratos de todos los presidentes estadounidenses. El Museo de Arte de Columbus, que acogió una exposición de su trabajo en 2007, describe su trabajo de la siguiente manera: «Wiley ha sido aclamado recientemente por sus heroicos retratos que abordan la imagen y el estatus de los jóvenes afroamericanos en la cultura contemporánea».
Wiley fue incluido en la lista de las 100 personas más influyentes de 2018 de la revista Time. 

## Infancia y educación
Wiley nació en Los Ángeles, California. Su padre, Isaiah D. Obot, es yoruba, de Nigeria, y su madre, Freddie Mae Wiley, es afroamericana. Wiley tiene un hermano gemelo. Cuando Wiley era un niño, su madre quería que él y su hermano se mantuvieran alejados de las calles, por lo que apoyó su interés por el arte y los inscribió en clases de arte después de la escuela. A la edad de 11 años, Wiley y su hermano fueron seleccionados con otros 48 niños para pasar un corto tiempo en un conservatorio de arte en Rusia, en las afueras de San Petersburgo. Fue aquí donde Wiley desarrolló su pasión por el retrato. Wiley notó que su hermano era mejor retratando que él y esto creó un ambiente competitivo entre ellos. Los hermanos competían para ver quién podía recrear las imágenes más realistas. Continuó con otras clases en los EE. UU y asistió a la escuela secundaria en la Escuela Secundaria de Artes del condado de Los Ángeles.
Los gemelos fueron criados por su madre; una vez que su padre, que había venido a los EE. UU. como estudiante becado, terminó sus estudios, regresó a Nigeria, dejando a Freddie a cargo de los seis hijos de la pareja. Wiley ha dicho que su familia sobrevivió con los cheques de asistencia social y los ingresos limitados obtenidos por la 'tienda de segunda mano' de su madre, que consistía en un trozo de acera fuera de su casa. Wiley viajó a Nigeria a la edad de 20 años para conocer a su padre y explorar las raíces de su familia allí. Tuvo gran influencia las obras de Gainsborough y Constable. Obtuvo su licenciatura del Instituto de Arte de San Francisco en 1999 y luego recibió una beca para completar su maestría en la Escuela de Arte de la Universidad de Yale en 2001. Mientras estaba en la escuela de arte, dice que la lección más importante que aprendió fue crear el arte que él quería hacer, no el arte que sus profesores querían que él hiciera.[1] Antes de convertirse en artista residente en el Studio Museum de Harlem, que Wiley declaró más tarde «lo convirtió en el artista que es hoy». Jeffrey Deitch, comerciante de arte y curador, le dio a Wiley su primera exposición individual, Passing/Posing, en la Hoffman Gallery de Chicago en 2005. Deitch lo representó durante los siguientes 10 años.
Wiley ha citado al artista Kerry James Marshall como una gran influencia para él.

## Carrera profesional

### Reimaginando a los Antiguos maestros con protagonistas negros
Wiley a menudo hace referencia a las pinturas de los Antiguos Maestros para la pose de una figura. Las pinturas de Wiley a menudo desdibujan los límites entre los modos de representación tradicionales y contemporáneos. Representando sus figuras en un modo realista, al tiempo que hace referencias a pinturas específicas de los Antiguos Maestros, Wiley crea una fusión de estilos e influencias, que van desde el Rococó francés, la arquitectura islámica y el diseño textil de África occidental hasta el hip hop urbano y el "Sea Foam Green" de una muestra de color de Martha Stewart Interiors. Wiley representa sus figuras un poco más grandes que el tamaño natural de una manera heroica, dándoles poses que connotan poder y despertar espiritual. La representación de la masculinidad de Wiley se filtra a través de estas poses de poder y espiritualidad.
En varias de sus pinturas, Wiley inserta protagonistas negros en las pinturas de los Antiguos Maestros. En 2007, hizo un remake de El cazador a la carga de Théodore Géricault de principios del siglo XIX con un joven negro con ropa informal de calle como el húsar que empuña la espada en su pintura Oficial de los húsares. 
De manera similar, su Napoleón al frente del ejército en los Alpes (2005) se basa en Napoleón cruzando los Alpes (1800) de Jacques-Louis David, a menudo considerado como una "obra maestra". Wiley lo recreó con un jinete africano vestido con un uniforme militar moderno y un pañuelo. Wiley "investiga la percepción de la negrura y crea un Olimpo híbrido contemporáneo en el que la tradición se invierte con una nueva credibilidad callejera". Mientras creaba el trabajo, Wiley intentó usar caballos reales para modelar y descubrió que las proporciones entre el hombre y el caballo en el trabajo original no eran realistas. El propósito del arte durante la época de Jacques-Louis era servir como propaganda. Aunque aparentemente naturalistas, tanto los retratos de Wiley como los de Jacques-Louis presentan jinetes que son desproporcionados con respecto a su corcel, porque "los hombres se ven mucho más pequeños en caballos reales". Wiley afirma sentirse atraído por la ilusión utilizada en las pinturas de los Antiguos Maestros al mismo tiempo que quiere exponerlas: "Supongo que el atractivo es que, en un mundo tan imposible de dominar y tan incognoscible, das la ilusión o apariencia de lo racional, del orden, estos hombres fuertes, estos poderosos proveedores de la verdad. Y entonces, esto que hago es, en un sentido extraño, ser atraído hacia esa llama y querer apagarla de inmediato". 
Sus retratos se basan en fotografías de jóvenes que Wiley ve en la calle. Ha pintado a hombres de la calle 125 de Harlem, así como del barrio South Central Los Ángeles donde nació. Vestidos con ropa de calle, se pidió a sus modelos que asumieran poses de las pinturas de los maestros del Renacimiento, como Tiziano y Giovanni Battista Tiepolo. Wiley describe su enfoque como "viendo la noción del maestro pintor, a la vez crítico y cómplice". Sus pinturas figurativas "citan fuentes históricas y posicionan a los jóvenes negros dentro de ese campo de poder". De esta manera, sus pinturas fusionan historia y estilo de una manera única y contemporánea. Se ha descrito que su arte tiene cualidades homoeróticas. Wiley ha utilizado un motivo de esperma como símbolo de masculinidad y género.
Esta reinvención también se vio en la pieza comisionada por VH1 de Wiley, donde se le pidió que pintara a los homenajeados para el programa Hip Hop Honors de 2005. Wiley representó al rapero Ice T como Napoleón y Grandmaster Flash y Furious Five como una compañía de guardia cívica holandesa del siglo XVII.
A veces, Wiley cambia el género de las figuras representadas en las obras más antiguas. En Retrato de una pareja de 2012, reemplaza la pareja (hombre y mujer) representada en la pintura original de 1610 con un par de hombres jóvenes. El mismo año, exhibió dos variaciones de la famosa historia bíblica Judith decapitando a Holofernes pintada por Caravaggio, reemplazando al Holofernes masculino con figuras femeninas. La revista New York describió uno de estos como "una mujer negra alta y elegante con un vestido largo azul". En una mano sostiene un cuchillo. En el otro, una cabeza femenina morena limpiamente cortada". Wiley dijo sobre este trabajo: "Es una especie de juego con el asunto de "matar al blanquito"".  Una segunda pintura titulada Judith Beheading Holofernes  también presenta a una mujer negra moderna como Judith y una mujer blanca como Holofernes, desafiando las expectativas del espectador sobre este motivo familiar, invitando a lecturas políticas y "doblando una imagen violenta de la historia del arte: que está plagado de ellos [...]—a las necesidades de un país que está reexaminando los fundamentos violentos de incluso sus tradiciones aparentemente más benignas".  El crítico de arte Walter Robinson comenta que esta reinvención de la historia de Judith/Holofernes "sugiere, con una brutalidad jovial, que Judith preferiría terminar con estándares blancos de belleza". 

### Escenario Mundial
Aunque los retratos de Wiley se basaron inicialmente en fotografías de hombres jóvenes de las calles de Harlem, Wiley comenzó a tener una visión internacional, haciendo modelos que se encuentran en entornos urbanos de todo el mundo, incluidos Mumbai, Senegal, Dakar y Río de Janeiro. Esta inmenso serie de trabajo se conoció como "The World Stage (Escenario Mundial)". Los modelos se visten con su ropa de todos los días y se les pide que asuman poses que se encuentran en obras de arte de la historia de su ubicación. Es una yuxtaposición de "lo 'viejo' heredado por lo 'nuevo', que a menudo no tiene una herencia visual de la que hablar". Wiley dice que esto genera instantáneamente una conversación que es tan emocional como intelectual.
Wiley elige países que él cree que están en el "bloque de conversación" en el siglo XXI para ser parte de The World Stage. Wiley eligió Brasil, Nigeria, India y China porque son todos "puntos de ansiedad, curiosidad y producción" para el mundo. A medida que Wiley ha viajado por todo el mundo, ha notado que muchas personas en todo el mundo interactúan con la cultura estadounidense, la expresión afroamericana. A medida que continúa pintando modelos de las calles de todo el mundo, los pinta cada vez más no basándose en la pintura occidental, sino en el arte de estos países que tienen una rica historia.

### Retrato presidencial de Barack Obama
En octubre de 2017, se anunció que Wiley había sido elegido por Barack Obama para pintar un retrato oficial del expresidente para aparecer en la exposición "Presidentes de Estados Unidos" de la Galería Nacional de Retratos del Smithsonian junto con Amy Sherald, quien fue elegida por Michelle Obama para el retrato de la primera dama el mismo día. Fueron los primeros artistas negros en pintar un retrato del presidente estadounidense y el retrato de la primera dama, respectivamente. El retrato le tomó más de dos años desde la primera conversación sobre la comisión hasta la presentación que tuvo lugar el 12 de febrero de 2018 en la Galería Nacional de Retratos del Smithsonian, donde se exhibieron retratos de expresidentes fuera de la Casa Blanca. En comparación con los retratos presidenciales anteriores, que muestran a sus sujetos en una representación más realista de una oficina como fondo para mostrar su autoridad, Wiley representó a Obama sentado casualmente en una silla antigua, aparentemente flotando entre el follaje. Cada flor apunta a un lugar que representa un evento que sucedió en la vida de Obama, como el crisantemo, la flor oficial de la ciudad de Chicago (donde fue elegido senador), los lirios africanos, que representan a Kenia para mostrar respeto al padre de Obama, que murió cuando era un niño, y jazmín, que representa la infancia de Obama en Hawái con sus abuelos. La inspiración para la pose de Obama provino de la sesión de fotografía de Obama previa para hacer el retrato. Wiley tomó un momento de reposo entre tomas cuando Obama era esencialmente como se muestra en el retrato, una pose que el artista sintió que era auténtica para Obama. Durante la presentación del retrato de Obama, Wiley declaró en una entrevista que Obama quería "una representación muy relajada, de hombre del pueblo" y Wiley creó esa imagen a través de pequeños detalles: un cuello abierto, la ausencia de corbata y la percepción de que el cuerpo del presidente se movía físicamente hacia el espectador en lugar de parecer distante.  Wiley mencionó que Obama y el primer plano de las plantas están teniendo una batalla de "¿Quién será la estrella del espectáculo, la historia o el hombre que habita esa historia?", Wiley quiere mostrar que Obama es quien reclama el centro de atención del retrato y no solo su historia y las experiencias que ayudaron a perfilar su vida. El presidente Obama vio en el trabajo de Wiley que es capaz de elevar a una persona común para que parezca realeza y elevarla para que pertenezca como parte de la vida estadounidense, ya que Obama creía que la política debería ser sobre el desarrollo del país desde abajo hacia arriba y no al revés. Wiley también mencionó en la presentación del retrato de Obama que fue a museos en Los Ángeles y notó que no había muchas obras de arte que mostraran afroamericanos y quería cambiar eso. Esperaba que algún día las obras de arte que crea puedan inspirar a las futuras generaciones afroamericanas que miran hacia la pared del museo y ven a alguien que se parece a ellos expuesto en el museo, especialmente el retrato del primer presidente afroamericano. Después de la inauguración del retrato del presidente de Wiley y el retrato de la primera dama de Amy Sherald, el Museo Nacional Smithsonian experimentó un aumento en el número de visitantes de 1,1 a 2,1 millones de personas.
Algunos comentaristas conservadores criticaron la selección de Wiley para el encargo porque anteriormente había producido dos variaciones de pintura de Judith decapitando a Holofernes, en las que representa a mujeres afroamericanas sosteniendo las cabezas cortadas de mujeres blancas.

### Rumores de Guerraserie y estatua
La serie inicial de obras de Wiley titulada Rumors of War (Rumores de Guerra) se encargó en 2005 y mostraba a hombres contemporáneos, a diferencia de los jinetes "heroicos" de los originales, vistiendo camisetas de equipos deportivos y botas Timberland, y Wiley decidió mantener los títulos originales.
Wiley reconsideró esta idea después de visitar Richmond, Virginia, donde se interesó en los monumentos confederados en Monument Avenue y la idea de la Causa Perdida de la Confederación que existe dentro de una ciudad moderna "hipster". En respuesta a los monumentos, Wiley decidió crear Rumors of War, una estatua de 9.1m de altura de un joven negro que vestía jeans, zapatillas Nike y rastas, inspirada en la estatua de Monument Avenue de JEB Stuart. Rumors of War se presentó en Times Square antes de trasladarse al Museo de Bellas Artes de Virginia, a dos kilómetros de distancia de la estatua de JEB Stuart que la inspiró y del instituto que la encargó. Con 27 pies de alto y 16 pies de ancho, es su trabajo más grande hasta la fecha, a partir de 2019. Rumors of War se entregó en colaboración con Times Square Arts, Sean Kelly Gallery y UAP.

### Otros trabajos
Wiley tuvo una retrospectiva en 2016 en el Museo de Arte de Seattle. En mayo de 2017, tuvo una exhibición, Trickster, en la Sean Kelly Gallery, Nueva York. La exhibición contó con 11 pinturas que representan a artistas negros contemporáneos.
Wiley abrió un estudio en Pekín, China, en 2006 para usar varios ayudantes para hacer las pinceladas de sus pinturas.  Inicialmente, se subcontrató el trabajo a China para reducir costos, pero en 2012, Wiley le dijo a la revista New York que los bajos costos ya no eran la razón. Los críticos se han preguntado durante mucho tiempo hasta qué punto las pinturas de Wiley son pintadas por el propio Wiley. Cuando se le preguntó si se podía visitar su estudio en China para verlo pintar, el artista se negó. El estudio de Wiley en Pekín está dirigido por Ain Cocke, quien ha trabajado para él durante casi una década, primero como asistente de pintura y ahora como gerente. Es un pintor consumado, aunque mucho menos exitoso comercialmente.
En 2021, el trabajo de Wiley, Go, se convirtió en permanente para el vestíbulo de Penn Station en la ciudad de Nueva York. La obra de vidrieras representa a bailarinas negras de break dance sobre un fondo de cielo con nubes. La pieza está inspirada en los frescos del techo del siglo XVIII de Giovanni Battista Tiepolo. El trabajo es su primera instalación permanente y específica del sitio en el medio del vidrio.

## Reconocimiento y honores
En octubre de 2011, Wiley recibió el premio "t" del año de la Asociación de Maestros de Arte de la Ciudad de Nueva York / Federación Unida de Maestros. También recibió Canteen Magazine. A principios de 2011 dos de las pinturas de Wiley se exhibieron en la parte superior de 500 taxis de la ciudad de Nueva York como una colaboración con Art Production Fund.
Wiley aparece en un comercial en los EE. UU. como un personaje homenajeado de 2010. 
Puma AG encargó a Wiley que pintara cuatro retratos de destacados futbolistas africanos. Los patrones de sus pinturas se incorporaron al equipo deportivo de Puma.  La serie completa, Legends of Unity: World Cup 2010, se exhibió a principios de 2010 en Deitch Projects en la ciudad de Nueva York.
Su trabajo se exhibió en la Galería Nacional de Retratos como parte de la exhibición Recognize en 2008. Kehinde Wiley: A New Republic, fue una retrospectiva en el Museo de Bellas Artes de Virginia (Richmond, VA), en el verano de 2016 (11 de junio – 5 de septiembre). Mostró casi 60 de sus pinturas y esculturas.

## Vida personal
Wiley ha mantenido su vida personal en privado, pero reconoce que se identifica como un hombre gay. En referencia a su sexualidad, Wiley ha dicho "mi sexualidad no es blanco y negro. Soy un hombre gay que se ha desviado pero no soy bi He tenido romances perfectamente placenteros con mujeres, pero no eran sostenibles. Mi pasión no estaba allí. Siempre estaría mirando a los chicos".
Entre 2014 y 2018, creó Black Rock Senegal en Yoff, una residencia de artistas diseñada por el arquitecto senegalés Abib Djenne.

## Exposiciones en solitario
- 2002 Pasando/Posando en la Galería Rhona Hoffman, Chicago, IL[49]
- 2003 Imágenes de una exposición en Roberts & Tilton, Los Ángeles, CA[49]
- 2003 Faux/Real en Deitch Projects, Nueva York, NY[49]
- 2004 Easter Realness en Rhona Hoffman Gallery, Chicago, IL[49]
- 2004 Passing/Posing The Paintings of Kehinde Wiley en el Museo de Arte de Brooklyn, Brooklyn, NY, catálogo[49]
- 2005 Encuadernado - Pinturas de Kehinde Wiley en Franklin Art Works, Minneapolis, MN[49]
- 2005 Blanco en el Conner Contemporary, Washington D. C.[49]
- 2005 Rumores de guerra en Deitch Projects, Nueva York, NY[49]
- 2006: Kehinde Wiley: Columbus en el Museo de Arte de Columbus, Columbus, OH
- 2006: Willem van Heythuysen en el Museo de Bellas Artes de Virginia, Richmond, VA
- 2007: Kehinde Wiley: The World Stage—China en el John Michael Kohler Arts Center, Sheboygan, WI
- 2008: Tres Reyes Magos saludando la entrada a Lagos en (PAFA) Academia de Bellas Artes de Pensilvania, Filadelfia, Pensilvania
- 2009: El escenario mundial: África en ArtSpace, San Antonio, TX
- 2009: Black Light en Deitch Projects, Nueva York
- 2010: Leyendas de la Unidad | Copa del Mundo 2010 | PUMA, varias ubicaciones en todo el mundo
- 2011: Kehinde Wiley: obras seleccionadas en el Museo de Arte de Savannah College of Art and Design (SCAD), Savannah, GA
- 2012: Kehinde Wiley/ The World Stage: Israel en el Museo Judío, Nueva York[50]
- 2011–13: The World Stage: Israel en Roberts & Tilton, Culver City, CA; viajó al Museo Judío (Nueva York) (2012); el Museo Judío Contemporáneo, San Francisco, CA (2013); Museo de Arte de Boise, Boise, ID (2013)
- 2013: Kehinde Wiley: Memling en el Museo de Arte de Phoenix, Phoenix, AZ
- 2015–17: Kehinde Wiley: A New Republic [51] en el Museo de Brooklyn (2015), Brooklyn, NY; viajó al Museo de Arte Moderno de Fort Worth, Fort Worth, TX (2016); Museo de Bellas Artes de Virginia, Richmond, VA (2016); Museo de Arte de Seattle, Seattle, WA (2016); Museo de Arte de Phoenix, Phoenix, AZ (2016); Museo de Arte de Toledo, Toledo, OH (2017), Museo de Arte de la Ciudad de Oklahoma (2017)[52]
- 2018 19 de octubre - 10 de febrero de 2019: Kehinde Wiley en el Museo de Arte de St. Louis, St. Louis, MO.[53]

## Colecciones
- Museo de Brooklyn en Brooklyn, Nueva York
- Museo de Arte de Colón en Columbus, Ohio
- Museo de Arte Crocker en Sacramento, California
- Instituto de Artes de Detroit (DIA) en Detroit, Míchigan
- Museo de Arte Gibbes en Charleston, Carolina del Sur[54]
- Museo Hammer, en Los Ángeles, California
- Museo de Arte Harn en Gainesville, Florida
- Museos de arte de Harvard Museo Fogg en Cambridge, Massachusetts
- Alto Museo de Arte en Atlanta, Georgia
- Museo Judío en la ciudad de Nueva York, Nueva York[55]
- Museo de Arte del Condado de Los Ángeles en Los Ángeles, California
- Museo de Arte de Milwaukee en Milwaukee, Wisconsin
- Instituto de Arte de Minneapolis en Minneapolis, Minnesota
- Museo de la menta en Charlotte, Carolina del Norte
- Musee des Beaux Arts de Montreal (Museo de Bellas Artes de Montreal) en Montreal, Canadá
- Museo de Bellas Artes de Boston, Massachusetts
- Museo de Bellas Artes de San Petersburgo, Florida
- Museo de Arte Nasher en Durham, Carolina del Norte
- Galería Nacional de Retratos en Washington D. C.
- Museo de Arte Nelson-Atkins en Kansas City, Misuri
- Museo Nerman de Arte Contemporáneo en Overland Park, Kansas
- Museo de Arte de Carolina del Norte en Raleigh, Carolina del Norte
- Biblioteca pública de Oak Park en Oak Park, Illinois
- Museo de Arte Philbrook en Tulsa, Oklahoma
- Museo de Arte de Phoenix en Phoenix, Arizona
- Museo de Arte de Portland en Portland, Oregón
- Museo de Arte de Saint Louis en San Luis, Misuri
- Museo de Arte de San Antonio en San Antonio, Texas
- Museo de Arte de Seattle en Seattle, Washington
- Studio Museum en Harlem en la Ciudad de Nueva York, Nueva York
- Museo de Arte de Toledo en Toledo, Ohio
- Museo de Bellas Artes de Virginia en Richmond, Virginia
- Ateneo de Wadsworth en Hartford, Connecticut
- Walker Art Center en Minneapolis, Minnesota